# ディナモ駅 (モスクワ地下鉄)
座標: 北緯55度47分23秒 東経37度33分29秒 / 北緯55.7897度 東経37.5580度
ディナモ駅（ディナモえき、ロシア語: Динамо）は、モスクワ地下鉄2号線の駅。

## 歴史
1938年9月11日に2号線の最初の区間の一部として完成した。

## 駅の場所
FCディナモ・モスクワの本拠地であるディナモ・スタジアムに隣接する。

## 乗り換え
- ペトロフスキー・パールク駅（8号線・11号線）